# Бэтман, Джон
Джон Бэтман (англ. John Batman) — австралийский фермер и бизнесмен, известный как один из основателей и первых поселенцев Мельбурна и штата Виктория в Австралии.

## Биография
Бэтман родился в Роузхилле, Парраматта (современный район Сиднея), и провёл основную часть своей жизни в Тасмании, известной в то время как Земля Ван-Димена. Здесь он начал заниматься фермерством сначала на выделенном ему небольшом участке земли, постепенно расширяя свои владения посредством скупки близлежащих участков земли. В декабре 1825 или начале 1826 года Бэтман прославился тем, что поймал известного беглого каторжника Мэттью Брейди.
Бэтман пытался получить во владения земли в районе Уэстерн-Порта в Виктории, но колониальные власти отклонили его просьбу. В 1835 году во главе экспедиции, организованной Ассоциацией Порт-Филлип, он посетил континентальную часть Австралии на шхуне «Ребекка» и обследовал большую часть залива Порт-Филлип. Бэтман заключил договор с вождями местных аборигенов, известный как «Договор Бэтмана». Этот договор позволял ему арендовать их земли за годовую плату в 40 одеял, 30 топоров, 100 ножей, 50 ножниц, 30 зеркал, 200 носовых платков, 100 фунтов муки и 6 рубах. Тем не менее договор не был признан губернатором Нового Южного Уэльса, так как колониальные власти считали, что вся земля в новых колониях принадлежит Короне, а не аборигенам. На берегу реки Ярры Бэтман и его товарищи нашли пригодное место для поселения, про которое он написал: «Это будет место для деревни». Здесь был основан посёлок, который в дальнейшем стал Мельбурном.
Бэтмен перебрался в новое поселение и поселился в месте, известном теперь как Бэтмен-Хилл, расположенном на восточном конце современной Коллинз-Стрит. Здесь в апреле 1836 года он построил дом, в котором прожил до своей смерти. После 1835 года его здоровье быстро ухудшалось. Со своей женой, бывшей заключённой Элизабет Каллахан, Бэтман имел семь дочерей и одного сына. После его смерти семья переехала из дома на Бэтмен-Хилл, и с тех пор это строение использовалось под правительственные офисы.
Бэтман был похоронен на Старом мельбурнском кладбище, где до наших дней сохранился мемориал. Однако впоследствии его прах был перенесён на Кладбище Фокнера, названного в честь Джона Паскоу Фокнера, который наравне с Бэтманом разделяет славу основателя Мельбурна.